# Masivul Morvan
Morvan (în trecut, denumit și Morvand) este un masiv montan mijlociu situat în Burgundia-Franche-Comté, la granițele departamentelor Côte-d'Or, Nièvre, Saône-et-Loire și Yonne, înconjurat de depresiunile peri-morvane constituite de câmpii sedimentare (la vest Bazois, la nord Terre-Plaine, la nord-est Auxois, la sud-est Autunois și la sud, Charolais).
Este cea mai mică zonă montană din Franța atât ca suprafață, cât și ca altitudine (de la 400 la 901 m cu o medie în jur de 600 m). Este o rămășiță a masivului Hercinian, precum Masivul Central sau Masivul Armorican, alcătuit din granit și roci vulcanice străvechi. Din punct de vedere ecologic, cea mai mare parte a suprafeței sale se află la nivel deluros, dar vârfurile sale sunt la nivel montan. Din punct de vedere climatic, se află la intersecția dintre climatul oceanic și cel continental, cu o influență montană suplimentară.
Cel mai înalt punct al masivului Morvan este Haut-Folin (901 m deasupra nivelului mării). Regiunea este marcată de o rețea hidrografică densă, care include numeroase lacuri artificiale, precum și de împăduriri extinse. Morvanul a fost înființat ca parc natural regional din 1970. Poate fi considerat ca extremitatea de nord-est a Masivului Central, de care este atașat administrativ.
Locuitorii din Morvan sunt Morvandiaux și Morvandelles. Mai găsim în scrierile antice termenii Morvandeaux (sau mai rar Morvandaux).

## Toponimie
Numele este atestat din perioada galo-romană sub forma Morvinnico „du Morvan”, apoi Murvinnum pe la 590. Din secolul al XIII-lea apar consoane finale neetimologice în final, -t până în secolul al XVII-lea, -d apoi: Morvand în 1759 pe harta lui Cassini și, de asemenea, în Baudiau în 1865.
Acest nume are puțină inspirație pentru etimologi, absenți din operele clasice majore sau considerat a fi de origine obscure. Jacques Lacroix propune cu prudență un model galic *maro-vidu-enno, din maro „mare”, vidu/vidua „pădure” și sufixul locativ -enno. Pierre-Henri Billy evocă o rădăcină indo-europeană *mor-u- care înseamnă „întunecat, negru” (o noțiune asociată adesea cu înălțimi împădurite, precum Pădurea Neagră și Munții Negrii), completată de același sufix -enno .

## Geografie

### Delimitare administrativa

Harta Burgundiei reprezentând fostele cantoane, districte și departamente atașate administrativ masivului Morvan.

Masivul Morvan este adesea considerat ca prelungirea nord-estică a masivului Central. Decretul nr. 2004-69 din 16 ianuarie 2004 privind delimitarea masivelor cuprinde de fapt cantoanele Morvan din Masivul Central..
Astfel, masivul Morvan se întinde administrativ pe o suprafață de 513.442 hectare și cuprinde următoarele 19 foste cantoane:
| - Côte-d'Or : - Cantonul Liernais - Cantonul Précy-sous-Thil - Cantonul Saulieu - Nièvre : - Cantonul Château-Chinon - Cantonul Châtillon-en-Bazois - Cantonul Corbigny - Cantonul Fours - Cantonul Lormes - Cantonul Luzy - Cantonul Montsauche-les-Settons - Cantonul Moulins-Engilbert |  |  | - Saône-et-Loire : - Cantonul Bourbon-Lancy - Cantonul Issy-l'Évêque - Cantonul Lucenay-l'Évêque - Cantonul Mesvres - Cantonul Saint-Léger-sous-Beuvray - Yonne : - Cantonul Quarré-les-Tombes |

### Topografie

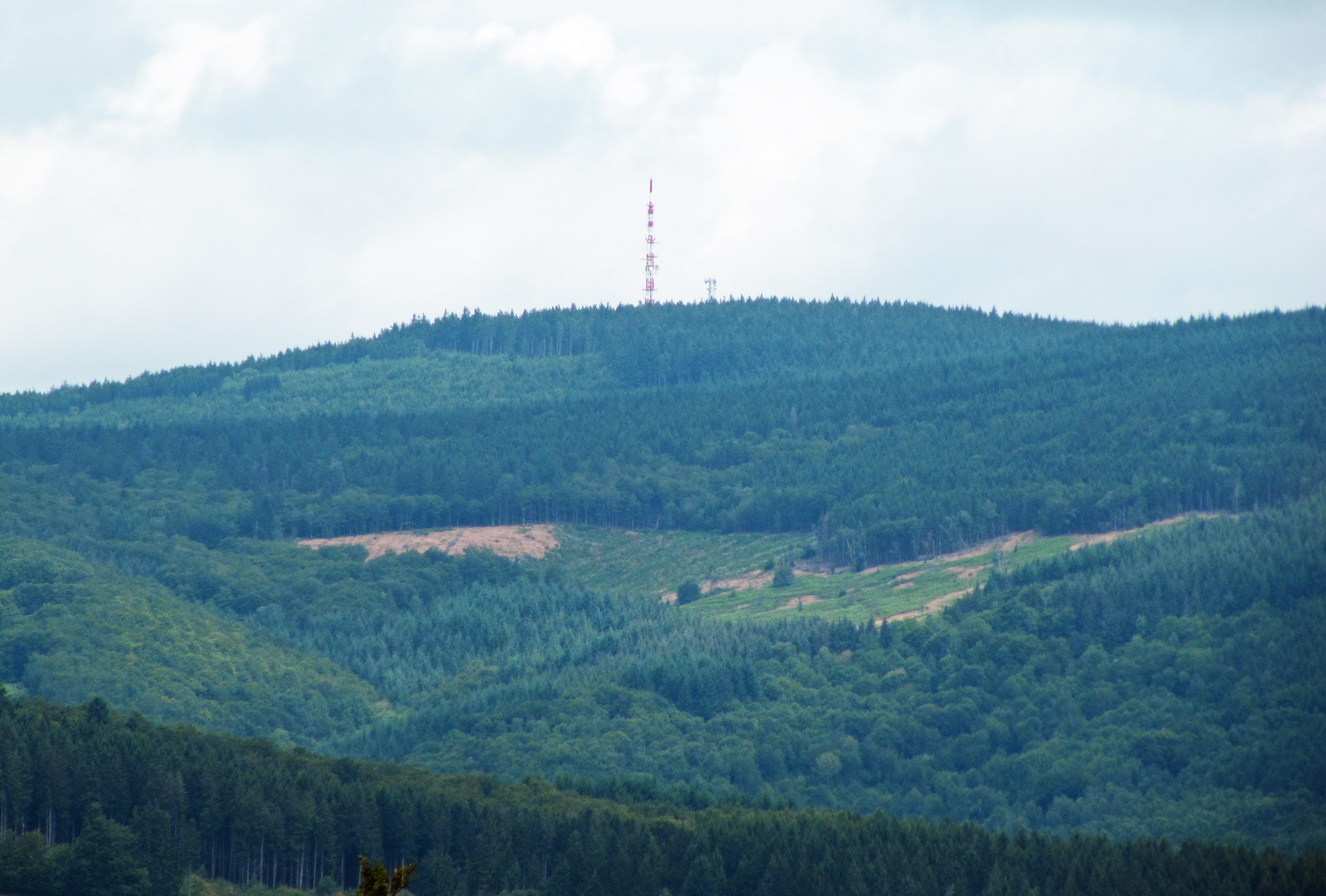
Haut-Folin și releul său de televiziune (901 m).

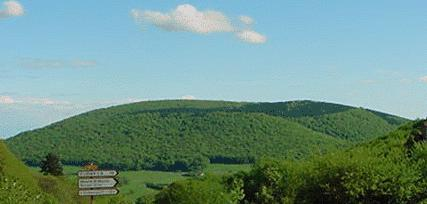
Muntele Beuvray (821 m).

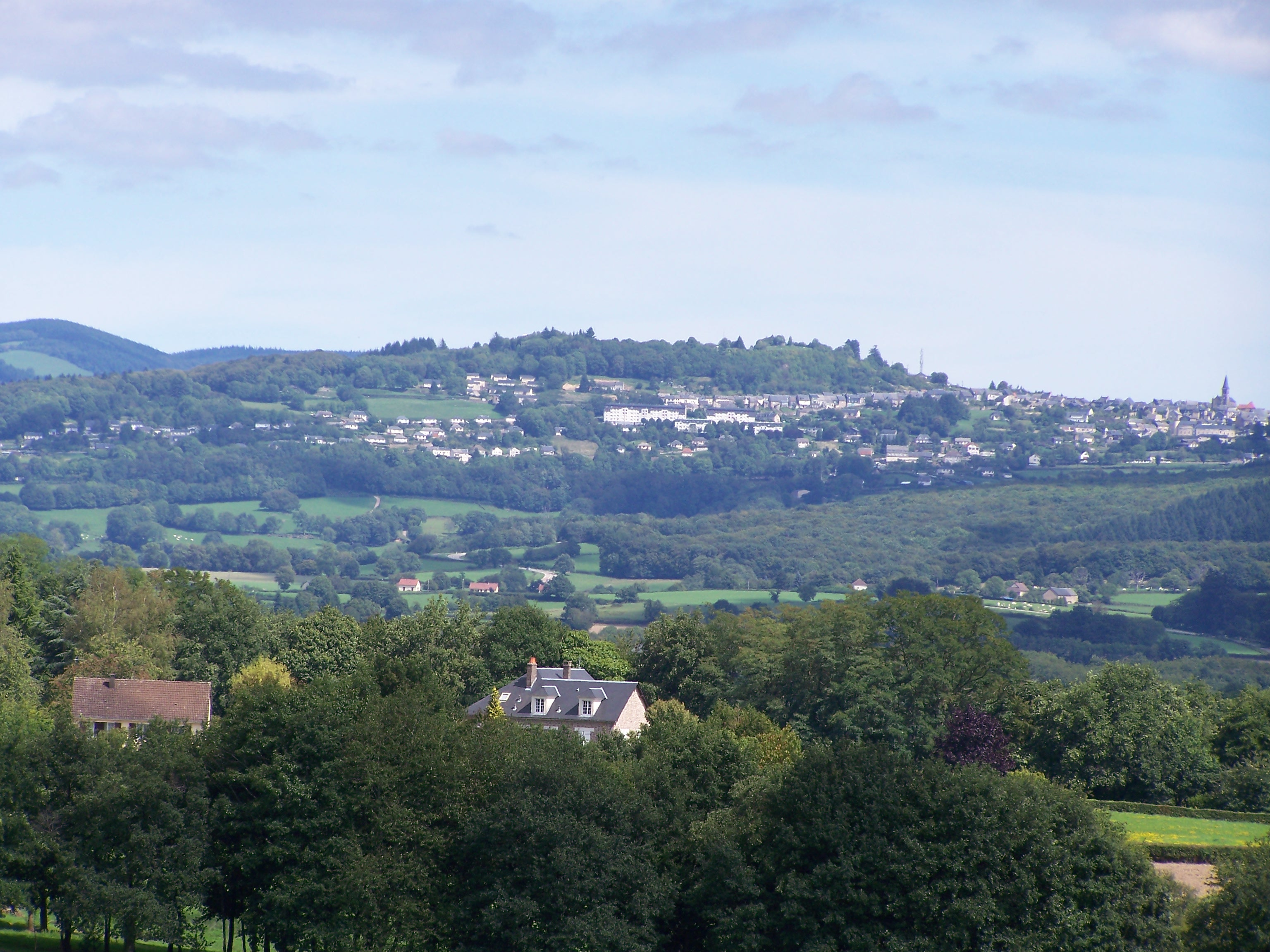
Château-Chinon pe pantele lui Calvaire.

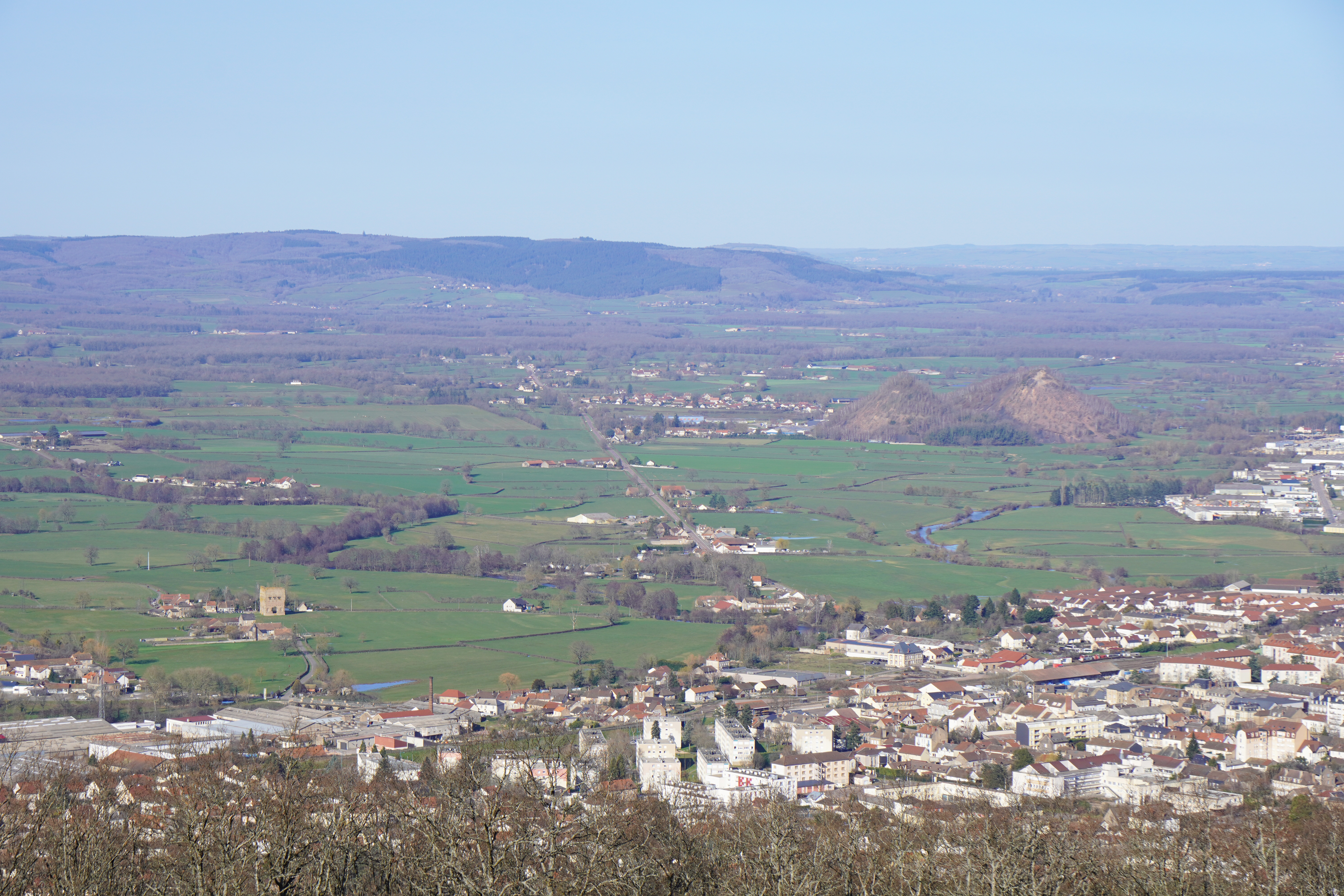
Panoramă asupra câmpiei Autun, cu vedere de la Croix de la Libération (Muntele Saint-Sébastien).

La nord, Morvanul arată ca un vast platou deluros care se ridică încet pe măsură ce te îndrepți spre sud. Aceste ondulații, care se ridică în straturi și înclină ușor spre Bazinul Parisului din nord-vest, formează Bas-Morvan. Altitudinea nu depășește 600 de metri. În partea de jos, la sud de Montsauche-les-Settons, se află cele mai înalte vârfuri din Haut-Morvan.
Morvanul nu are munți foarte înalți, deoarece altitudinea maximă este atinsă în lanțul Bois du Roi de Haut-Folin și cei 901 de metri ai săi. Alți munți încă ating sau depășesc 800 de metri:
- Grand Montarnu (cel mai înalt punct al Nièvrei) : 857 m
- Mont Préneley : 855 m
- Bas-Folin : 832 m
- Mont Beuvray : 821 m
- Bois de la Loge : 818 m
- Le Télégraphe, sau Tureau des Grands Bois : 800 m

Masivul Bois du Roi include câțiva munți secundari precum Haut Forgeot (809 m), Trois Bornes (838 m) sau Brûlé (882 m).
- Roche de Suize : 796 m
- Mont Moux : 753 m
- Nid au Vautour : 684 m
- Signal d'Uchon : 681 m
- Mont Saint-Sébastien : 609 m
- Calvaire à Château-Chinon : 609 m
- Mont Touleur : 581 m
- Montagne de Bard : 553 m

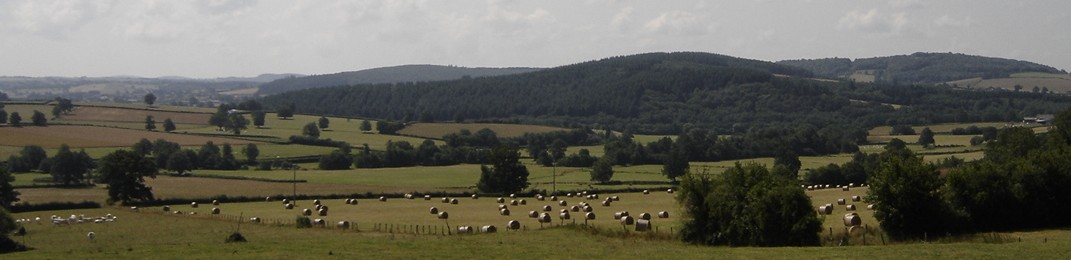
Panoramă în sudul Morvanului (Nièvre).

### Entități peisagistice
În timpul ultimei revizuiri a statutului său din 2007, parcul natural regional Morvan a realizat o împărțire a teritoriului Morvan pentru a obține 4 grupuri mari, subdivizate în 23 de entități peisagistice:

Entități peisagistice ale Morvanului
« Dorsale boisée »
« Morvan 400 m »
« Piedmonts »
« Franges »
Limitele parcului natural regional Morvan (între 2008 și 2020)

      « Dorsale boisée »
      « Morvan 400 m »
      « Piedmonts »
      « Franges »
      Limitele parcului natural regional Morvan (între 2008 și 2020)
| - « Dorsale boisée » : - Haut Morvan Boisé - Haut Morvan des Etangs - Haut Plateau Boisé - Marche Boisée - « Morvan (400 m) » : - Vallée de l'Anguison - Vallée de l'Yonne - Collines de Brassy - Vallée du Ternin - Vallons du Chaloire - Vallée de la Dragne - în jurul Mont Beuvray - Trois Vallées Encaissées - Montagne Autunoise |  |  | - « Piedmonts » : - Piedmont Nord - Corbigeois - Marches de Saulieu - Bazois Sous Château-Chinon - « Franges » : - Plateau Calcaire - Auxois des Buttes - Plaine d'Autun - Val d'Arroux - Collines de Luzy - Terre Plaine |

#### Dorsale boisée
„Dorsala împădurită” corespunde sectoarelor formate din culmi, a căror altitudine variază de la 500 la 900 m, și depresiuni..
Este situată în centrul masivului și acoperă teritoriile unor municipalități precum Arleuf și Planchez (în Haut Morvan Boisé), Montsauche-les-Settons (în Haut Morvan des étangs), Saint-Brisson (Platoul înalt împădurit), sau o parte din Brassy (în Marche boisée).
Această entitate este formată în esență din păduri vaste, cu poieni mici și corpuri de apă.

#### Morvan (400 m)

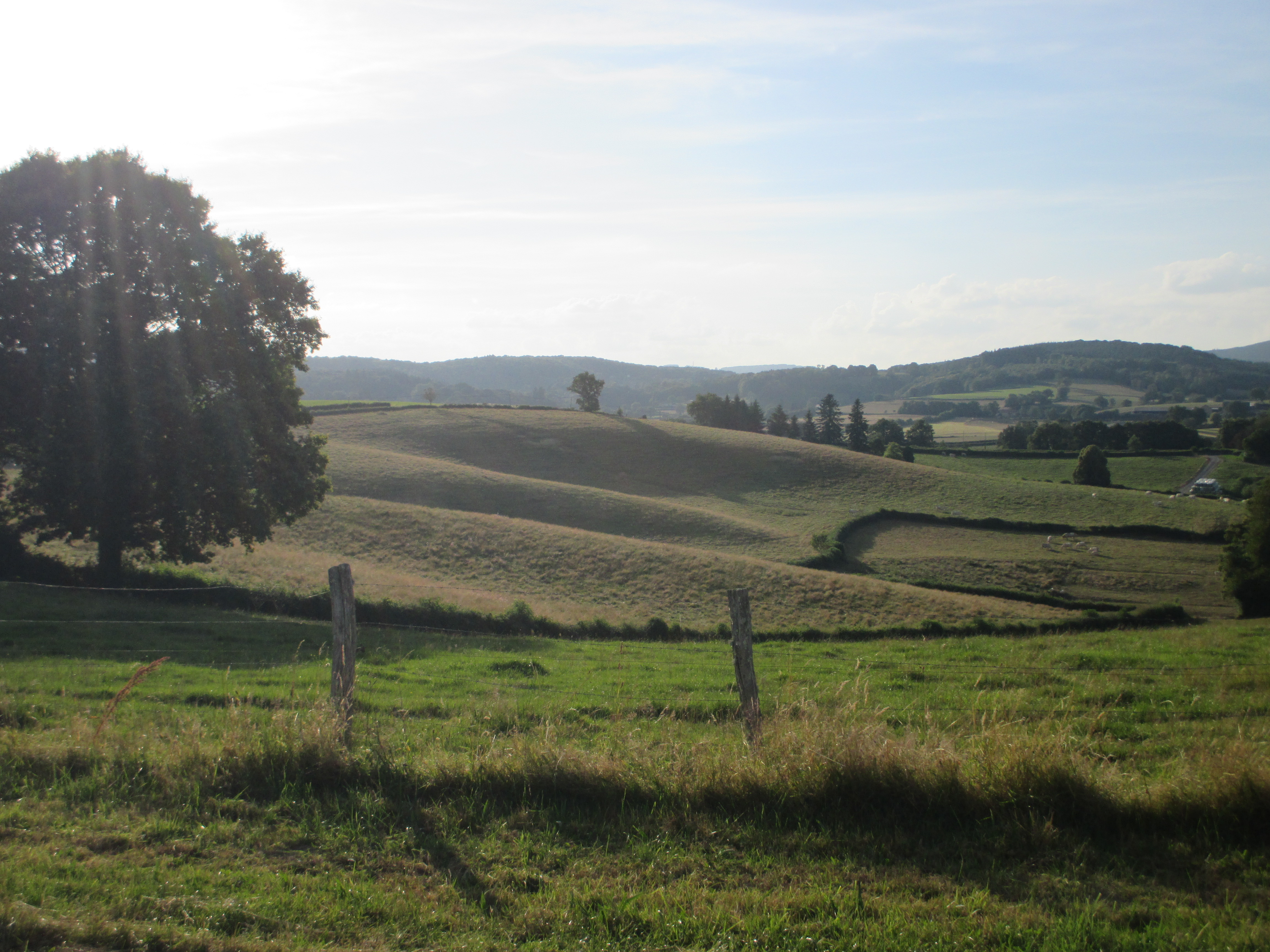
Peisaj deluros „în jurul Mont Beuvray”, pe teritoriul Poil.

„Morvanul (400 m)” este un ansamblu de dealuri de granit a căror altitudine este în general între 300 și 500 m, cu excepția împrejurimilor Mont Beuvray (care culminează la 821 m) și a văii Chaloire (care poate ajunge la 600 m). Clima este, de asemenea, mai puțin aspră decât în centrul masivului.
În aceste sectoare, suprafețele agricole sunt mai prezente decât pădurile, spre deosebire de „Dorsala împădurită”. Într-adevăr, dacă înălțimile rămân adesea acoperite cu păduri, dealurile sunt în general cultivate sau folosite la pășunat animale. Satele și drumurile principale sunt situate la poalele versanților și în văile care sunt străbătute de diverse râuri (Yonne, Anguison, Ternin, Celle etc.).
Această entitate peisagistică acoperă mai multe sectoare din vestul, estul și sudul masivului, în special comunele Montreuillon (în Valea Yonne), Chissey-en-Morvan (în valea Ternin), Anost (în valea Chaloire), Saint-Léger-sous-Beuvray (în jurul Mont Beuvray), Villapourçon (în valea Dragne) sau chiar Uchon (în Muntele Autun).

#### Piedmonts
„Piedmonts”, după cum indică și numele lor, se află la poalele masivului și oferă o vedere largă asupra câmpiilor și platourilor pe care le domină: „Franges”. Pădurile lasă loc aici câmpiilor și văilor împădurite.
Piedmonții situați la nord și nord-est sunt relativ înalți: între 300 și 400 m pentru Piemontul de nord (în jurul Quarré-les-Tombes și Chastellux-sur-Cure) și în general 600 m pentru Marches de Saulieu (în jurul Liernais și Saulieu) . Acolo și-au găsit locul logic mai multe castele.
Cei situați în jurul Corbigny și Moulins-Engilbert, Corbigeois și Bazois sub Château-Chinon ajung la 200, respectiv 300 m. Ei, la rândul lor, se confruntă cu câmpiile din Bazois.

#### Franges
„Franges” delimitează masivul la nord, est și sud. Altitudinea abia depășește 200 m în nord și cu greu ajunge la 400 m în est și sud.
Sunt situate în jurul Vézelay (în Platoul Calcaros), Avallon (în câmpie), de la Précy-sous-Thil până la Autun (în Auxois des buttes și Plaine d'Autun), până la Étang-sur-Arroux (în valea Arroux) și Luzy (în dealurile Luzy).
Aici, formele rotunjite ale culmurilor și crestele împădurite lasă loc formelor ascuțite ale platourilor calcaroase la nord și văilor deschise la sud, cu excepția anumitor văi adânci precum cheile Canche.

### Climat
Clima se caracterizează prin precipitații numeroase și semnificative, toamne și ierni lungi și riguroase și temperaturi moderate a căror amplitudine anuală este mai mare de 20°C.
| Date climatice pentru Château-Chinon din 1948 până în 1999    | Date climatice pentru Château-Chinon din 1948 până în 1999 | Date climatice pentru Château-Chinon din 1948 până în 1999 | Date climatice pentru Château-Chinon din 1948 până în 1999 | Date climatice pentru Château-Chinon din 1948 până în 1999 | Date climatice pentru Château-Chinon din 1948 până în 1999 | Date climatice pentru Château-Chinon din 1948 până în 1999 | Date climatice pentru Château-Chinon din 1948 până în 1999 | Date climatice pentru Château-Chinon din 1948 până în 1999 | Date climatice pentru Château-Chinon din 1948 până în 1999 | Date climatice pentru Château-Chinon din 1948 până în 1999 | Date climatice pentru Château-Chinon din 1948 până în 1999 | Date climatice pentru Château-Chinon din 1948 până în 1999 | Date climatice pentru Château-Chinon din 1948 până în 1999 |
| Luna                                                          | Ian                                                        | Feb                                                        | Mar                                                        | Apr                                                        | Mai                                                        | Iun                                                        | Iul                                                        | Aug                                                        | Sep                                                        | Oct                                                        | Nov                                                        | Dec                                                        | Anual                                                      |
| ------------------------------------------------------------- | ---------------------------------------------------------- | ---------------------------------------------------------- | ---------------------------------------------------------- | ---------------------------------------------------------- | ---------------------------------------------------------- | ---------------------------------------------------------- | ---------------------------------------------------------- | ---------------------------------------------------------- | ---------------------------------------------------------- | ---------------------------------------------------------- | ---------------------------------------------------------- | ---------------------------------------------------------- | ---------------------------------------------------------- |
| Minima istorică °F                                            | 33,6                                                       | 32,5                                                       | 35,4                                                       | 39,4                                                       | 46                                                         | 51,6                                                       | 55,8                                                       | 55,6                                                       | 51,4                                                       | 45,1                                                       | 36,7                                                       | 32,4                                                       | 42,6                                                       |
| Precipitații inches                                           | 4.795                                                      | 4.15                                                       | 3.614                                                      | 3.461                                                      | 4.449                                                      | 4.126                                                      | 3.087                                                      | 3.969                                                      | 4.098                                                      | 4.382                                                      | 4.909                                                      | 5.134                                                      | 50,173                                                     |
| Maxim istoric °C                                              | 4.1                                                        | 5.5                                                        | 8.8                                                        | 12.0                                                       | 16.1                                                       | 19.3                                                       | 21.9                                                       | 21.4                                                       | 18.3                                                       | 13.6                                                       | 7.8                                                        | 5.1                                                        | 12,8                                                       |
| Minimul istoric °C                                            | 0.9                                                        | 0.3                                                        | 1.9                                                        | 4.1                                                        | 7.8                                                        | 10.9                                                       | 13.2                                                       | 13.1                                                       | 10.8                                                       | 7.3                                                        | 2.6                                                        | 0.2                                                        | 5,9                                                        |
| Precipitații mm                                               | 121.8                                                      | 105.4                                                      | 91.8                                                       | 87.9                                                       | 113.0                                                      | 104.8                                                      | 78.4                                                       | 100.8                                                      | 104.1                                                      | 111.3                                                      | 124.7                                                      | 130.4                                                      | 1.274,4                                                    |
| Nr. de zile cu precipitații                                   | 18.7                                                       | 16.2                                                       | 16.6                                                       | 15.5                                                       | 16.9                                                       | 15.0                                                       | 12.3                                                       | 13.5                                                       | 13.6                                                       | 15.1                                                       | 17.0                                                       | 18.2                                                       | 191                                                        |
| Sursă: SOPHY - Baza de date botanica si ecologica (1948-1999) |                                                            |                                                            |                                                            |                                                            |                                                            |                                                            |                                                            |                                                            |                                                            |                                                            |                                                            |                                                            |                                                            |

Datorită poziției și altitudinii sale, masivul Morvan se confruntă cu ploi frecvente și abundente. Primește în medie 1.000 mm de apă pe an pe marginile sale și peste 1.800 mm pe cele mai înalte vârfuri; plouă sau ninge aproape 180 de zile pe an pe vârfuri.
| Date climatice pentru Château-Chinon din 2006 | Date climatice pentru Château-Chinon din 2006 | Date climatice pentru Château-Chinon din 2006 | Date climatice pentru Château-Chinon din 2006 | Date climatice pentru Château-Chinon din 2006 | Date climatice pentru Château-Chinon din 2006 | Date climatice pentru Château-Chinon din 2006 | Date climatice pentru Château-Chinon din 2006 | Date climatice pentru Château-Chinon din 2006 | Date climatice pentru Château-Chinon din 2006 | Date climatice pentru Château-Chinon din 2006 | Date climatice pentru Château-Chinon din 2006 | Date climatice pentru Château-Chinon din 2006 | Date climatice pentru Château-Chinon din 2006 |
| Luna                                          | Ian                                           | Feb                                           | Mar                                           | Apr                                           | Mai                                           | Iun                                           | Iul                                           | Aug                                           | Sep                                           | Oct                                           | Nov                                           | Dec                                           | Anual                                         |
| --------------------------------------------- | --------------------------------------------- | --------------------------------------------- | --------------------------------------------- | --------------------------------------------- | --------------------------------------------- | --------------------------------------------- | --------------------------------------------- | --------------------------------------------- | --------------------------------------------- | --------------------------------------------- | --------------------------------------------- | --------------------------------------------- | --------------------------------------------- |
| Precipitații inches                           | 2.535                                         | 4.031                                         | 7.248                                         | 2.449                                         | 5.138                                         | 2.811                                         | 2.035                                         | 8.276                                         | 4.244                                         | 5.752                                         | 6.657                                         | 2.457                                         | 53,634                                        |
| Precipitații mm                               | 64.4                                          | 102.4                                         | 184.1                                         | 62.2                                          | 130.5                                         | 71.4                                          | 51.7                                          | 210.2                                         | 107.8                                         | 146.1                                         | 169.1                                         | 62.4                                          | 1.362,3                                       |
| Sursă: DIREN din Burgundia                    |                                               |                                               |                                               |                                               |                                               |                                               |                                               |                                               |                                               |                                               |                                               |                                               |                                               |

| Date climatice pentru Château-Chinon din 2007 | Date climatice pentru Château-Chinon din 2007 | Date climatice pentru Château-Chinon din 2007 | Date climatice pentru Château-Chinon din 2007 | Date climatice pentru Château-Chinon din 2007 | Date climatice pentru Château-Chinon din 2007 | Date climatice pentru Château-Chinon din 2007 | Date climatice pentru Château-Chinon din 2007 | Date climatice pentru Château-Chinon din 2007 | Date climatice pentru Château-Chinon din 2007 | Date climatice pentru Château-Chinon din 2007 | Date climatice pentru Château-Chinon din 2007 | Date climatice pentru Château-Chinon din 2007 | Date climatice pentru Château-Chinon din 2007 |
| Luna                                          | Ian                                           | Feb                                           | Mar                                           | Apr                                           | Mai                                           | Iun                                           | Iul                                           | Aug                                           | Sep                                           | Oct                                           | Nov                                           | Dec                                           | Anual                                         |
| --------------------------------------------- | --------------------------------------------- | --------------------------------------------- | --------------------------------------------- | --------------------------------------------- | --------------------------------------------- | --------------------------------------------- | --------------------------------------------- | --------------------------------------------- | --------------------------------------------- | --------------------------------------------- | --------------------------------------------- | --------------------------------------------- | --------------------------------------------- |
| Precipitații inches                           | 5.677                                         | 5.713                                         | 5.764                                         | 1.61                                          | 6.539                                         | 5.913                                         | 7.343                                         | 6.61                                          | 4.146                                         | 1.378                                         | 2.898                                         | 4.362                                         | 57,953                                        |
| Precipitații mm                               | 144.2                                         | 145.1                                         | 146.4                                         | 40.9                                          | 166.1                                         | 150.2                                         | 186.5                                         | 167.9                                         | 105.3                                         | 35.0                                          | 73.6                                          | 110.8                                         | 1.472,0                                       |
| Sursă: DIREN din Burgundia                    |                                               |                                               |                                               |                                               |                                               |                                               |                                               |                                               |                                               |                                               |                                               |                                               |                                               |

| Date climatice pentru Château-Chinon din 2008 | Date climatice pentru Château-Chinon din 2008 | Date climatice pentru Château-Chinon din 2008 | Date climatice pentru Château-Chinon din 2008 | Date climatice pentru Château-Chinon din 2008 | Date climatice pentru Château-Chinon din 2008 | Date climatice pentru Château-Chinon din 2008 | Date climatice pentru Château-Chinon din 2008 | Date climatice pentru Château-Chinon din 2008 | Date climatice pentru Château-Chinon din 2008 | Date climatice pentru Château-Chinon din 2008 | Date climatice pentru Château-Chinon din 2008 | Date climatice pentru Château-Chinon din 2008 | Date climatice pentru Château-Chinon din 2008 |
| Luna                                          | Ian                                           | Feb                                           | Mar                                           | Apr                                           | Mai                                           | Iun                                           | Iul                                           | Aug                                           | Sep                                           | Oct                                           | Nov                                           | Dec                                           | Anual                                         |
| --------------------------------------------- | --------------------------------------------- | --------------------------------------------- | --------------------------------------------- | --------------------------------------------- | --------------------------------------------- | --------------------------------------------- | --------------------------------------------- | --------------------------------------------- | --------------------------------------------- | --------------------------------------------- | --------------------------------------------- | --------------------------------------------- | --------------------------------------------- |
| Precipitații inches                           | 4.48                                          | 1.992                                         | 7.488                                         | 4.748                                         | 3.898                                         | 2.22                                          | 3.965                                         | 5.181                                         | 3.831                                         | 4.74                                          | 3.276                                         | 3.165                                         | 48,984                                        |
| Precipitații mm                               | 113.8                                         | 50.6                                          | 190.2                                         | 120.6                                         | 99.0                                          | 56.4                                          | 100.7                                         | 131.6                                         | 97.3                                          | 120.4                                         | 83.2                                          | 80.4                                          | 1.244,2                                       |
| Sursă: DIREN din Burgundia                    |                                               |                                               |                                               |                                               |                                               |                                               |                                               |                                               |                                               |                                               |                                               |                                               |                                               |

### Hidrografie

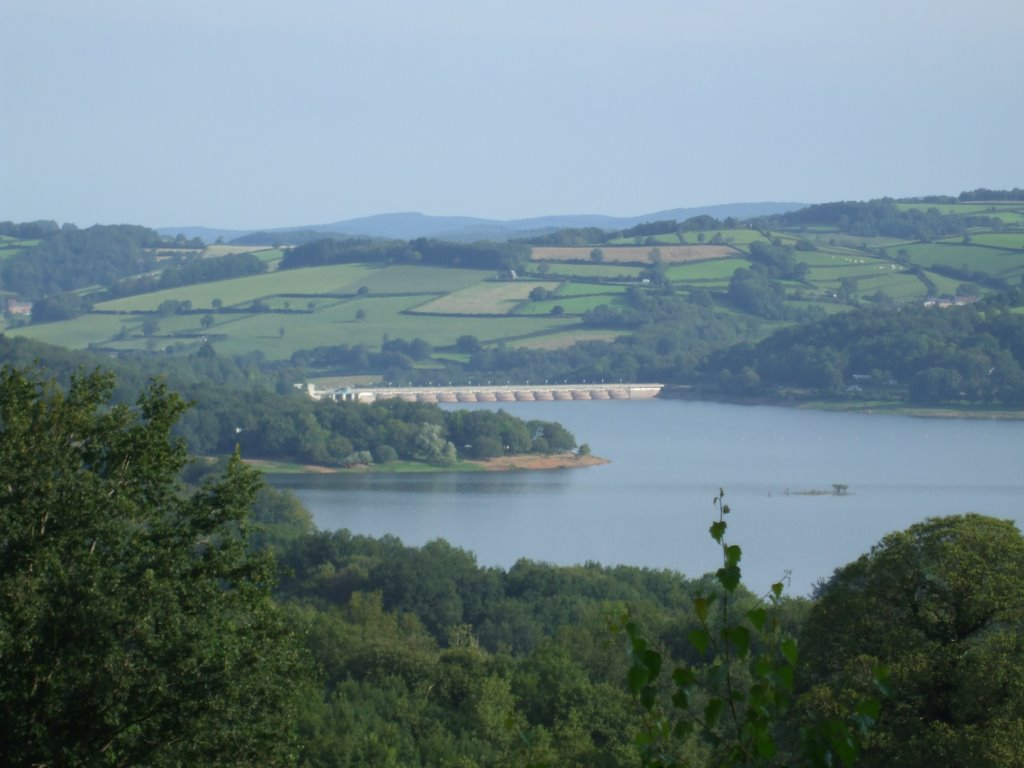
Lacul Pannecière și barajul său hidroelectric.

Relieful, precipitațiile și absența infiltrației apei în adâncime determină așadar o rețea hidrografică complexă. Văile principale sunt alimentate de o multitudine de pâraie mici. Printre râurile principale se numără Armançon, Ouche și Yonne pentru partea de nord a masivului; iar Arroux și Aron pentru partea de sud.
Observăm astfel numeroase râuri care alimentează lacuri artificiale (lacul Pannecière-Chaumard (520 ha) și lacul Settons (320 ha) sunt cele mai cunoscute). Aceste lacuri spectaculoase constituie un puternic atu turistic pentru regiune.
Celelalte 4 „lacuri mari” ale Morvanului sunt: Lacul Chamboux (75 ha), Lacul Chaumeçon (135 ha), Lacul Crescent (165 ha) și Lacul Saint-Agnan (140 ha).
Rocile metamorfice ale Morvanului contin straturi de adâncime redusa (câțiva metri), dand naștere a numeroase izvoare, favorizând astfel existența unor zone umede semnificative (turbării, pajisti umede etc.).
Apa este săracă în sare (apă dulce) și de bună calitate. Există puțină poluare chimică din cauza densității scăzute a populației.

### Orogeneza

#### Era primară

Harta geologică a masivului Morvan.

În timpul Paleozoicului, în urmă cu aproximativ 400 de milioane de ani, orogeneza hercinică ridică munți înalți (masivul Armorican, Vosges, Ardenne, Masivul Central), inclusiv Morvan.
Acest munte este format din roci metamorfice (gnais, micașist) amestecate cu roci magmatice plutonice (granit, porfir) și vulcanice (rioliți). Morvanul este astfel țara granitului (granit roz de Avallon, granit de Lormes, granulit de La Pierre-qui-Vire, granit gneissic de Saulieu, micro-granit de Château-Chinon, granit al masivului Uchon), riolite foarte tari constituind unele vârfuri (Mount Preneley, 855 m înălțime și al doilea cel mai înalt punct al Morvanului după Haut-Folin) și vene de uraniu (autunit, uranit, cel mai comun minereu de uraniu de pe suprafață).
Eroziunea coboară în cele din urmă Morvanul, care este astfel adus înapoi la starea de bază muntoasă.
Clima caldă și umedă favorizează apariția vegetației exuberante. În cele din urmă îngropat sub mase groase de aluviuni și, ca urmare a fermentării, resturile vegetale sunt transformate în timp în cărbune și șisturi bituminoase. Apoi se formează depozite carbonifere între masivul Morvan și Beaujolais (Autun, Blanzy-Montceau-les-Mines, Épinac, Sincey, Decize-La Machine și Sud Nivernais).

#### Era secundară
În timpul Mezozoicului, în urmă cu 200 de milioane de ani, după scufundarea lentă a bazei herciniene, marea a invadat complet Bazinul Paris, mergând atât de departe încât să scufunde Morvanul pe care l-a acoperit cu marne și calcare. Aceste sedimente se stivuiesc apoi pe baza de granit.
Pe măsură ce apa se retrage, eroziunea își reia acțiunea și coboară Morvanul cu cel puțin 1.000 de metri. marnele și calcarele sunt apoi respinse spre Auxois, Bazois și Châtillonnais.

#### Era terțiară
Din Paleogen, acum 60 de milioane de ani, masivul a fost înclinat spre nord, ca urmare a mișcării de ridicare tectonică a pliului alpin. Această mișcare violentă a provocat fracturi ale pământului și a reînviat acțiunea torentelor care au reluat apoi săparea văilor lor în chei.

### Centre geografice ale zonei euro
Din 2001 până în 2010, centrul geografic al zonei euro a fost situat în Morvan. Din 2001 până în 2006, a fost situat în municipalitatea Montreuillon. În 2007, odată cu sosirea Sloveniei, a fost identificat în comuna Mhère. În 2008, împreună cu Cipru și Malta, a fost în Ouroux-en-Morvan. Din 2009 până în 2010, odată cu intrarea Slovaciei în zona euro, a fost situată în Liernais. Din 2011, odată cu intrarea Estoniei, a părăsit Morvanul spre est.
În 1928, Joseph Archer, un industriaș și politician din Morvan, a lansat crearea unei monede europene, Europa.

## Parcul Natural Regional Morvan

Parcul Natural Regional Morvan din Burgundia după carta din 2007.

Masivul Morvan este protejat de un parc natural regional creat în 1970.
În urma ultimei revizuiri a cartei sale din 27 aprilie 2007, parcul acoperă în prezent o suprafață de 290.900 ha și include 117 municipalități membre și 6 orașe partenere.
Casa Parcului Natural Regional Morvan este situată în Saint-Brisson.

## Faună și floră

### Fauna
Marea diversitate de medii pe care Morvan le oferă (păduri de foioase, păduri de rășinoase, zone de cultură, peluze, lacuri și iazuri, turbării și pajiști umede, stânci și faleze, cavitățile subterane și mine) oferă multor specii de animale o capacitate mare de găzduire.
În această zonă se găsesc multe mamifere și păsări. Există vulpe roșie, genetă, pisică de pădure, mistreț. Castorul, absent de mulți ani, a reapărut în vestul zonei.
Este o zonă de refugiu pentru vidră, bufnița Tengmalm sau chițcanul mic de apă Miller.
Există, de asemenea, mai multe specii de fluturi rare, cum ar fi Fadet des tourbières (Coenonympha tullia), Cuivré de la bistorte (Lycaena helle), Azuré des mouillesères (Phengaris alcon), Nacré de la bistorte (Boloria eunomia) și Nacré de la cranberry (Boloria aquilonaris).

### Flora
Diferitele condiții ecologice, climatice și geologice ale masivului implică o mare diversitate în speciile de plante identificate în Morvan.
Prezența solurilor sărace și acide (roci cristaline) și a solurilor bogate și fertile (roci vulcanice-sedimentare), precum și a diferitelor tipuri de climate (oceanice în vest, submontan în centru și continental în est) au o influență puternică asupra distribuției speciilor.
Observăm, de asemenea, prezența speciilor protejate în Burgundia (Slăbănogul) sau a speciilor declarate de «interes comunitar» de către rețeaua Natura 2000 (cum ar fi Ache rampante sau Luronium natans).

## Istorie

### Mezolitic, Neolitic
Neoliticul din Morvan este încă foarte puțin cunoscut, în principal pentru că nu a stârnit mult interes printre neoliticieni. Mezoliticul este prezent, de exemplu, la Muntele Beuvray.
Originile materiilor prime
Pentru fabricarea uneltelor litice, baza de granit a Morvanului necesită în mod necesar un import, fie materii prime, materialele litice sau unelte deja fabricate. Prin urmare, este vorba de studierea siturilor de piatră exploatate la periferia masivului Morvan.
Diversitatea materialelor reflectă raritatea siturilor locale de extracție a materiilor prime. Astfel, necropola Col du Rebout de la poalele Mont Beuvray (partea nord-estică) a livrat o serie de cuarț, fluorină, și treisprezece tipuri diferite de silex, inclusiv două soiuri din Bazinul Paris: silex de Meusnes (Loir-et-Cher) și silex din regiunea Turoniană superioară a Grand-Pressy (Indre-et-Loire); celelalte silexuri ale seriei provin de la Bazois, Côte chalonnaise, Mâcon, Roanne, poalele vestice ale Masivului Central, Collorgues (silex Ludien), și există, de asemenea, două tipuri de silex din Limagne și valea Allier. Silexul Ludienului provenit din Collorgues și cel al Limagnes este cunoscut ca fiind folosit la sfârșitul neoliticului. Situl Outron din Corancy, probabil ocupat în Chasseen, a livrat, de asemenea, silexuri de pe coasta Calonaisei, Combe d'Ain, două soiuri din Aquitaine și silexuri din Meusnes.
Găsite pe Mont Beuvray, trei blocuri de materie primă, sau noduli, de cretă silex ar putea veni de la Coniacian de Aquitania; alte șapte noduli provin în esență de la Coniacian de la vallée de l'Yonne, altul vine de la Roannais. Prezența lor, cu cea a unui nucleu de silex din regiunea Angoulême, încă exploatabilă, indică faptul că situl Mont Beuvray a primit importuri directe de materie primă; fie pentru a produce unelte la fața locului, fie pentru a redistribui materia primă la nivel local.
Muntele Beuvray a livrat, de asemenea, o lamă din silexul oligocenului sudic, o materie primă prezentă și în seturile Chasseen de Chassey · .
Această diversitate a materiilor prime prezintă o curiozitate: originile sunt fie îndepărtate, fie de origine regională; dar siturile de silex situate la distanțe intermediare sunt aproape nereprezentate.
Durata de ocupare
O altă problemă este durata de ocupare: au fost temporare, sezoniere (de exemplu pastorale) sau permanente ?
Localizarea siturilor
O listă neexhaustivă stabilită în 2011 enumeră 84 de situri.
Aproape toate situri neolitice cunoscute sunt distribuite în jumătatea sudică a Morvanului. Pe de altă parte, pe marginile masivului găsesc multe situri neolitice, în general mai bine cunoscute decât cele ale masivului propriu-zis; ele se găsesc în special la nord-vest (văile Yonne și Cure), la nord-est (valea Serein), la sud-est (Valea Arroux) și la sud (Valea Alène).

### Perioada galo-romană

Planul general al fortificației Bibracte.

Morvanul are o istorie bogată moștenită în principal din epoca galo-romană. Această istorie este încă vizibilă prin situl Mont Beuvray care se întinde pe Nièvre și Saône-et-Loire.
În anul 52 î.Hr., un oraș numit Bibracte era situat pe Muntele Beuvray (821 m). Acest oraș, capitala tribului galic al heduilor, a devenit faimos în timpul invaziei Galiei de către Iulius Cezar. Aici triburile galice au decis să-și structureze apărarea prin regruparea în spatele unui singur lider, Vercingetorix. Mont Beuvray este acum un sit de excavare foarte important. Arheologii au descoperit case și zidurile din jur din Bibracte și încearcă să definească cum era viața galilor. Muzeul Civilizației Celtice, construit în apropierea șantierelor de săpătură, prezintă, printre altele, rezultatele cercetărilor de la Bibracte.
După invazia romană, Bibracte a fost abandonat în favoarea Autunului aflat la aproximativ douăzeci de kilometri distanță. Dacă Bibracte este un oraș pur galic, Autun a fost, dimpotrivă, construit la voința împăratului roman Augustus. Un loc important a lumii galo-romane, puteți admira încă un templu numit Janus (deformarea locului numit La Génetoye), zidurile antice ale orașului și două dintre porțile sale (Porte d'Arroux și Porte Saint-André), ca precum și un teatru uriaș care putea găzdui, la acea vreme, 20.000 de oameni.

### Timpurile moderne
Morvan este și țara lui Vauban: acolo s-a născut în 1633 la Saint-Léger-Vauban și a trăit acolo în copilărie.
În 1789, profitând de desființarea provinciei Burgundia, autoritățile municipale din Autun au imaginat și au încercat să obțină de la Adunarea Constituantă crearea unui departament din Morvan, proiect care nu a reușit.

### Epoca contemporană
De la începutul secolului al XIX-lea, Morvanul a cunoscut o profundă evoluție. Plutăritul de  lemn de foc pentru a furniza Parisul necesită o organizare semnificativă. De la plutirea buștenilor pierduți (care constă în eliberarea odată cu curgerea apei) până la sosirea pe Quai de Bercy, 250.000 de metri cubi pluteau pe an în medie în secolul al XVIII-lea. Vârful a fost atins în 1804 cu 600.000 de steri. În 1858, crearea Lac des Settons a venit cu mult după criza economică forestieră din 1840 din cauza apariției cărbunelui. Apoi, după inundațiile de la Paris din 1910, s-a decis reglarea debitului Senei folosind rezervoare de apă. Din acest proiect s-au născut lacurile Chaumeçon, Saint-Agnan, du Crescent și importantul Lac Pannecière și barajul său hidroelectric.
Morvan, o regiune săracă din punct de vedere agricol, a fost obligat in aceeați perioadă să desfășoare activități legate de lucrarea terenului. Astfel, alături de plutirea lemnului, treptat au aparut două activități care au devenit emblematice pentru acest masiv: doicile din Morvan și conducatorii de atelaj cu propriile perechi de boi (galvacheri).
Locuitorii din Morvan (în special cei mai în vârstă și cei din mediul agricol) vorbesc un dialect care poate varia de la o parte la alta a masivului:  dialectul morvandiau.

### Mișcarea de Rezistență în timpul celui de-al Doilea Război Mondial
În timpul celui de-al Doilea Război Mondial, regiunea a fost unul dintre locurile privilegiate ale Rezistenței odată cu înființarea mai multor maquis în masivul Morvan, în special maquis Julien, maquis Loup, maquis Socrates, maquis Bernard, maquis Camille, Maquis Vauban sau maquis Louis cu sediul în Fraichots (Larochemillay).
Mai multe situri stau marturie în acest sens, cu stele comemorative. Muzeul Rezistenței din Morvan le prezintă istoria.

## Activități

### Turism

#### Muzee

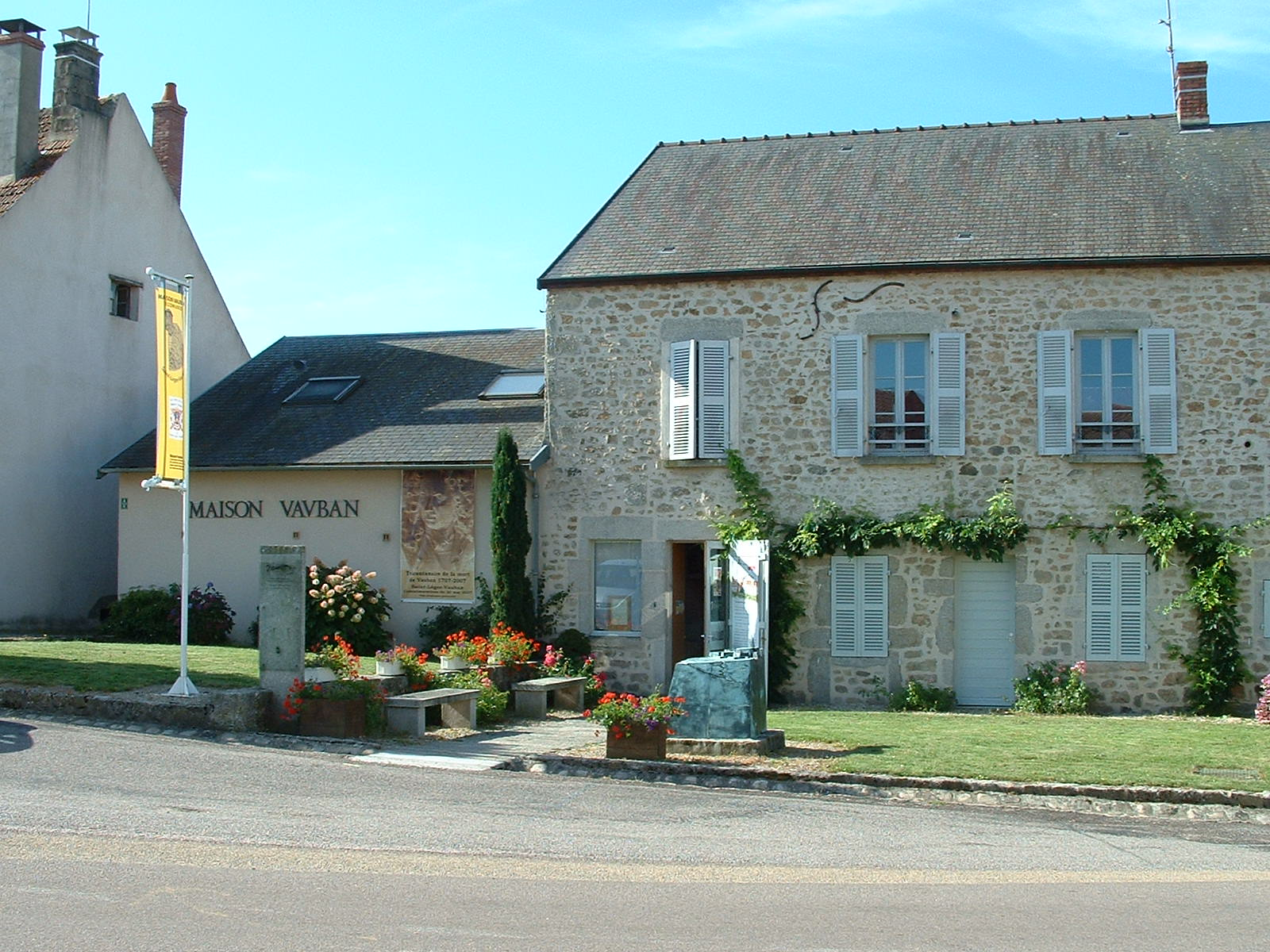
Casa Vauban din Saint-Léger-Vauban.

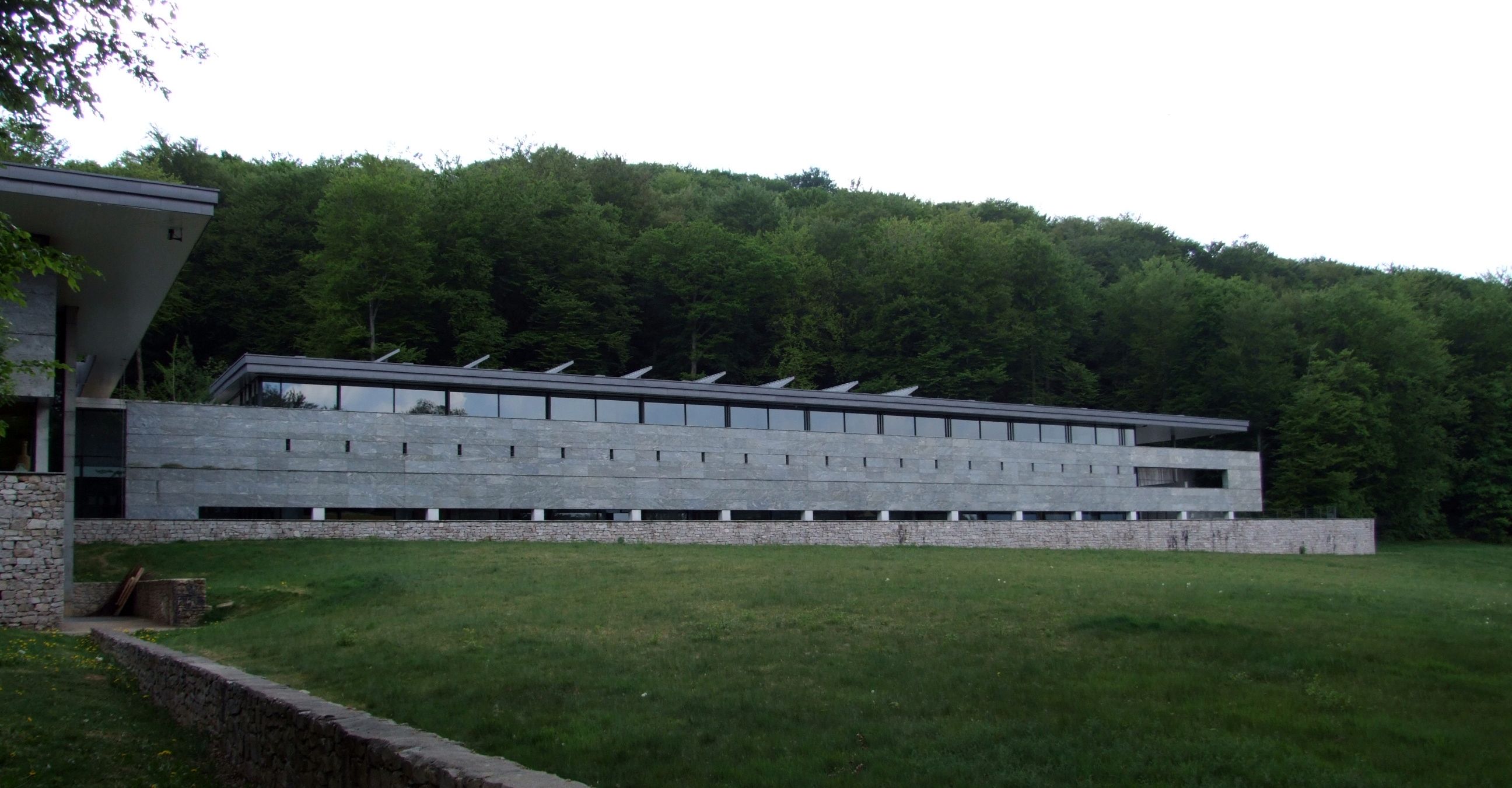
Muzeul Bibracte al Civilizației Celtice.

Morvanul are un ecomuzeu care reunește 7 case tematice împrăștiate în diverse comune ale masivului:
- Casa de secară din Ménessaire
- Casa Galvacherilor din Anost
- Casa Vauban din Saint-Léger-Vauban
- Casa animalelor domestice și a rasei Charolais din Moulins-Engilbert
- Casa Oamenilor și a Peisajelor din Saint-Brisson
- Casa Patrimoniului Oral din Burgundia din Anost
- Muzeul Dădacelor și Copiilor Asistenței Publice din Alligny-en-Morvan

Există și alte muzee specifice Morvanului precum Muzeul Rezistenței din Morvan din Saint-Brisson, Muzeul Civilizației Celtice din Saint-Léger-sous-Beuvray, Muzeul François-Pompon din Saulieu sau Muzeul Costumelor de la Château-Chinon la Château-Chinon (Ville).
Există, de asemenea, muzeul Septennat al lui François Mitterrand din Château-Chinon (Ville), precum și muzeul de istorie naturală Autun din Autun.

#### Trasee de drumeții
Masivul are numeroase poteci și trasee de drumeții, călărie și ciclism montan.
Menționăm, printre altele, următoarele trasee de drumeții pe distanțe lungi:
- GR 13 care traversează masivul Morvan de la nord la sud;
- GR de pays Tour du Morvan care vă permite să ocoliți masivul sau să-l traversați de la est la vest;
- GR 131 care leagă Mont Beuvray de Autun;
- calea Bibracte-Alésia care leagă oppidumurile galice din Bibracte și Alésia.

Mai multe etape ale Grande traversée du Massif central (GTMC) cu mountain bike traversează Morvanul. Acest itinerariu de 1.380 km pleacă de la Avallon la Agde.

### Economie

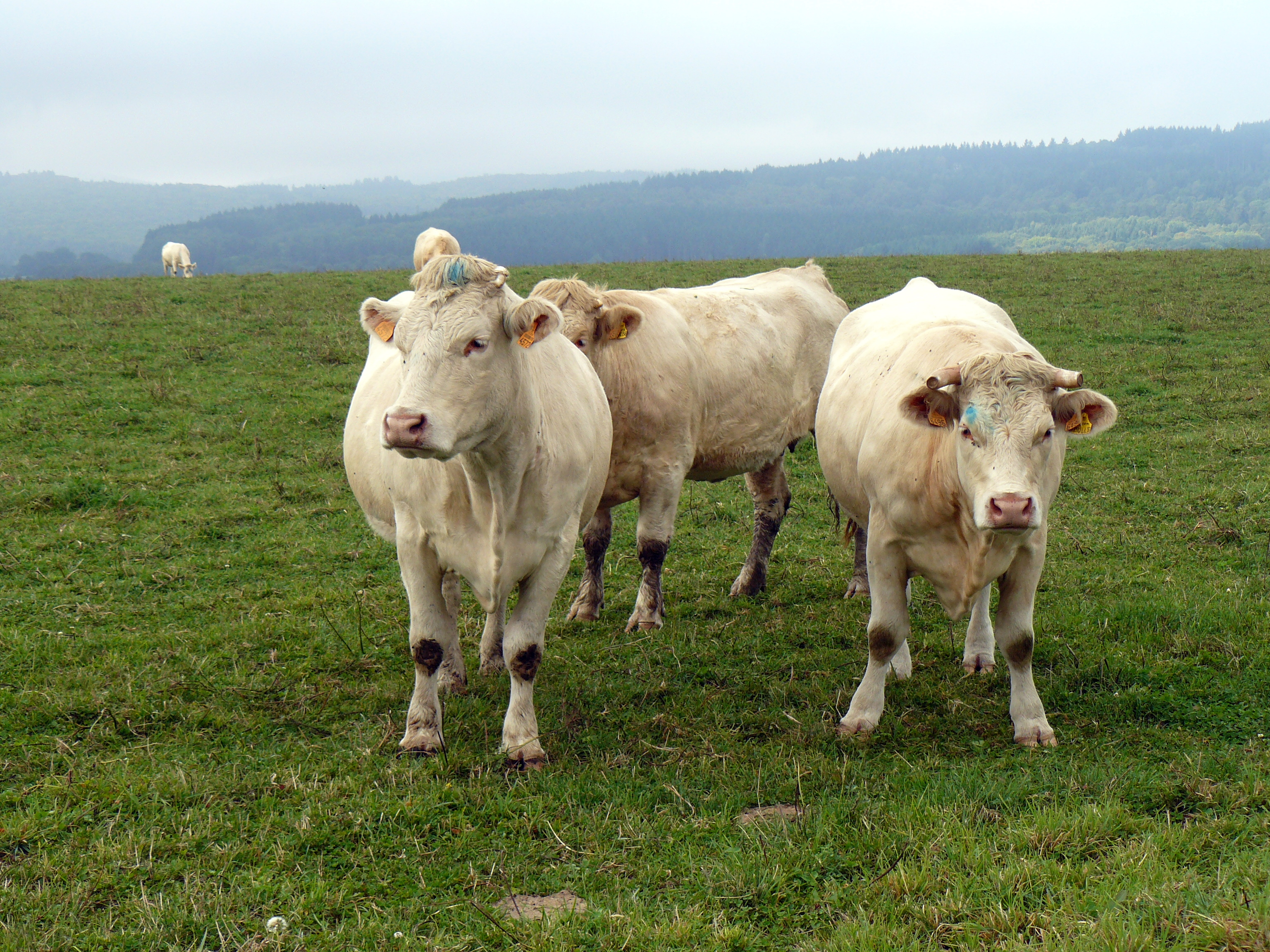
Vaci Charolais deasupra Roussillon-en-Morvan (Saône-et-Loire).

#### Agricultura si silvicultura
Morvan este încă foarte marcat de agricultură, deoarece 29% dintre muncitori lucrează în sectorul primar. Activitatea este esențial tradiționala si se bazează pe creșterea vitelor (rasa Charolais) pe parcele foarte fragmentate (mai puțin de un hectar în medie, și 50 ha în medie pentru întreaga fermă). Alte tipuri de cultivare și reproducere rămân mai discrete.
Silvicultura în Morvan, la rândul său, aprovizionează Franța cu pomi de Crăciun în fiecare iarnă (în special regiunea Haut-Folin). Pădurea acoperă aproape 50% din Morvan. Pădurile de foioase și de conifere sunt în competiție dar sunt coniferele, profitând de dezvoltarea brazilor Douglas, care câștigă teren treptat (78.000 ha de foioase față de 43.000 ha de conifere).

#### Noi tehnologii
Din 2003, Morvan s-a angajat în dezvoltarea digitală a teritoriului său. O asociație de experți, Misiunea Digitală a Pays Nivernais Morvan, cu sediul în Lormes, își propune să dezvolte economia Morvan grație tehnologiilor digitale. Unul dintre proiectele emblematice realizate se referă la înființarea unui centru de telemuncă (sau telecentru) în Lormes și Moulins-Engilbert.

### Transport
Morvanul este situat pe axa Paris - Lyon; este străbătut de mai multe axe de transport de importanță națională precum autostrada A6, precum și LGV Sud-Est și linia Paris-Lyon spre Marseille-Saint-Charles (prin tunelul Blaisy-Bas).

## Cultură și tradiții populare

### Literatură orală
Achille Millien a adunat o mare colecție de cântece populare, dar și povești și alte forme de literatură orală din Nivernais și Morvan. Aceste documente au fost clasificate de Paul Delarue (pentru povestiri) și Georges Delarue (pentru cântece). Pe baza imensei colecții de povești adunate de Millien, Paul Delarue a conceput catalogul basmelor populare franceze, continuat de Marie-Louise Tenèze, din care cinci volume au apărut până în prezent. Toate povestirile publicate sau nepublicate, precum și notele, rezumatele și fragmentele au fost reunite într-un fișier electronic stabilit și adnotat de Jacques Branchu. Acesta din urmă, lucrând și la legende, a publicat în martie 2015 o selecție de povești inedite de Millien. Oferă acces, prin toate informațiile pe care le oferă, la lumea poveștilor transmise oral. O selecție de povești publicate anterior de Millien însuși sau de Paul Delarue în reviste, pregătită și prefațată de Françoise Morvan, a fost publicată sub titlul Contes de Bourgogne, publicată de Ouest France în 2008.

### Morvan în muzică

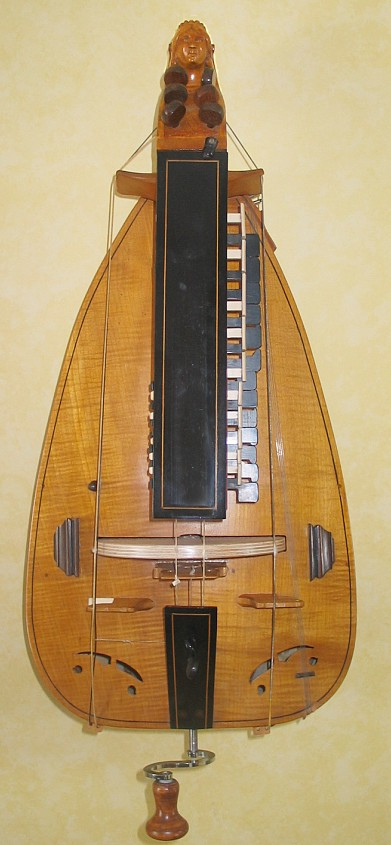
Gurda (Vielle à roue)

Muzica din Morvan este legată de o zonă culturală care cuprinde întregul centru al Franței (Berry-Bourbonnais-Nivernais) și se caracterizează printr-un repertoriu care a fost puternic influențat de muzica din Paris.

#### Instrumente muzicale tradiționale
- Acordeonul diatonic și acordeonul cromatic: în ciuda sosirii lor târzii la începutul secolului al XX-lea, ele sunt printre cele mai populare și mai folosite instrumente pentru muzica tradițională morvană.
- Gurda (Vielle à roue): la fel ca acordeonul, este unul dintre cele mai răspândite instrumente în Morvan.
- Cimpoiul (sau „Panse d'oueille” sau Zuarne): după ce aproape a dispărut după 1950, numărul cimpoiștilor a fost din nou ridicat în Morvan de la sfârșitul anilor 1980[23]..
- Vioara: deși a fost foarte prezentă în întregul masiv și în împrejurimi, ea este astăzi mai puțin răspândită decât instrumentele anterioare și este prezentă mai ales la nord de masiv[24].

#### La Morvandelle
În această regiune săracă, care își hrănea prost copiii, viața era grea. Morvandialii și-au transpus condițiile de viață în cântec.
La Morvandelle este un text relativ recent, deoarece a fost scris în 1903 de poetul Maurice Bouchor, la cererea Asociației Profesorilor din Nièvre. Melodia este un vechi cântec morvan: „le galant d’lai Nan-nette”.
Acest cântec, emblematic al morvanului, evocă o țară săracă și aspră, dar mândră de libertatea ei. Ea deplânge faptul că Parisul le ia soții (bonele morvane erau renumite) și lemne (buștenii din Morvan erau trimiși prin Yonne și Sena ca lemn de foc).

### Îmbrăcăminte tradițională și populară

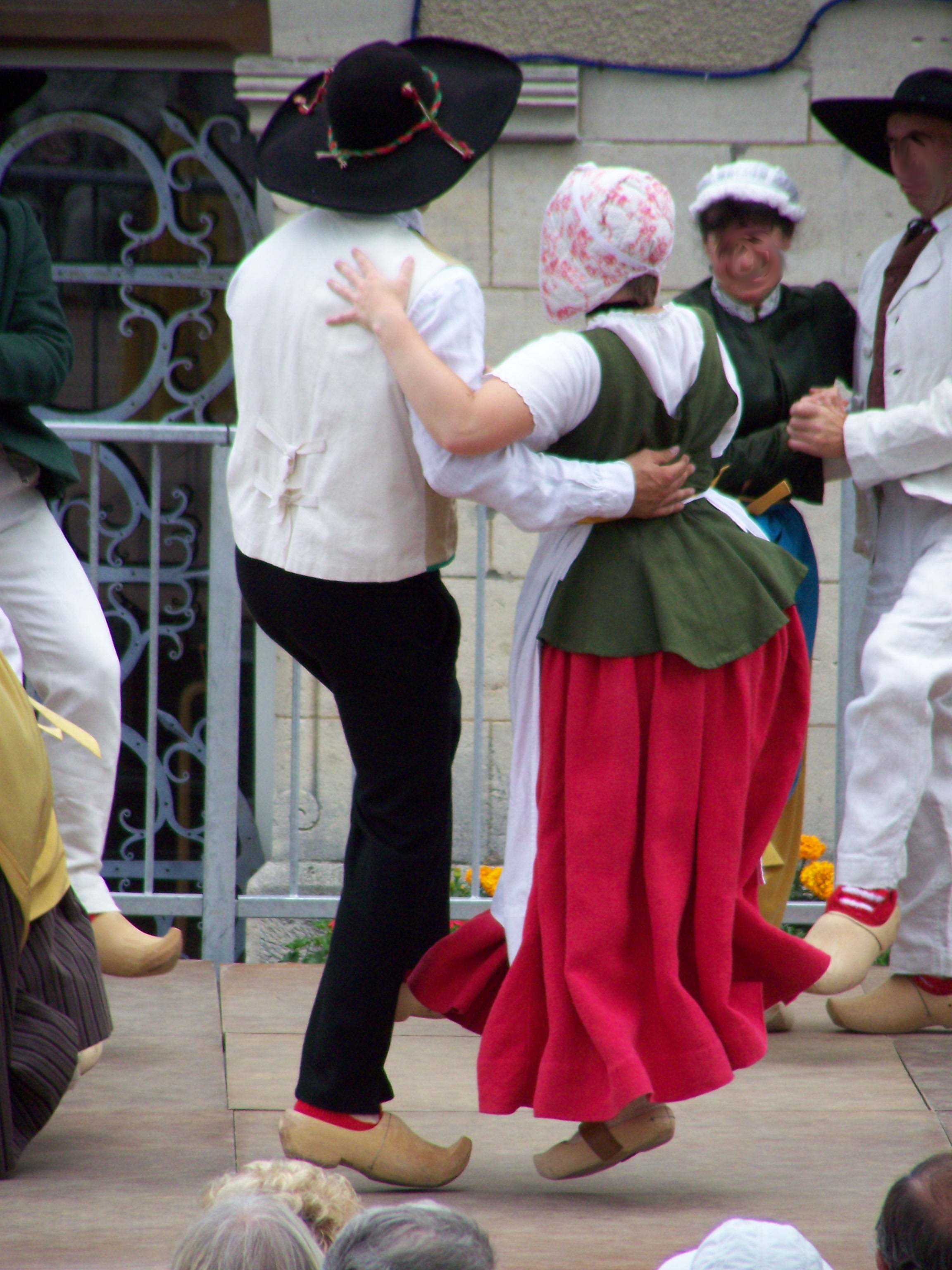
Reconstituirea costumelor Morvandial de către trupa Galvachers du Morvan.

Ținutele tradiționale sunt rar purtate astăzi, cu excepția evenimentelor populare și a festivalurilor din sat. Cu toate acestea, utilizarea lor a continuat până la începutul secolului al XX-lea.

#### În mediul rural
Țăranul morvandiau purta în general pantaloni acoperiți cu o „biaude”: o bluză, în general albastră și care ajungea la jumătatea coapselor la fermieri. Vânzătorii de animale purtau o „biaude” gri sau neagră care le cădea până la genunchi.
Purta și „colmelle” sau „coulmelle”: o pălărie de pâslă neagră cu boruri mai mult sau mai puțin largi, precum și o eșarfă roșie legată la gât.
Purta saboți din lemn lăcuit pe care îi purta desculți.

#### La oraș
Alte haine erau purtate la sărbători, sau mai general de locuitorii orașului. Bărbații purtau pantaloni (Pantalon à pont), de obicei de culoare închisă (negru sau gri) sau albi de sărbători, din poulangis (tip de țesătură din Nièvre).
Acești pantaloni erau însoțiți de ghetre, de asemenea, cel mai adesea din polangis, mergând până la genunchi și ținute de obicei de un fir de lână.
Totul era acoperit cu o jachetă. Ar fi putut fi un „dômaire” (sau „daumière”), o jachetă lungă, colorată, cu o fantă care formează bascuri largi care cad până la jumătatea coapselor. Mai era și „c’miyôle”, o jachetă scurtă și colorată.

### Gastronomie
Gastronomia tradițională a Morvanului provine în principal din resursele produse de fermele secolului XIX și începutul secolului XX: vaca, porc, păsări, cartofi, lapte și ouă.
Morvanul fiind o „țară aspră”, mâncarea trebuia să fie simplă și consistentă. Mâncărurile sunt așadar adesea foarte grase și pe bază de mezeluri. „Șunca de Morvan” și „Terinele de Morvan” sunt produse în special în împrejurimile Château-Chinon, Arleuf sau Onlay.
Morvanul producea și două brânzeturi: „Saint-Alban” și „Fin Morvan”. Aceste brânzeturi produse anterior în Lormes nu se mai vând.
Mâncărurile specifice care pot fi găsite sunt:
- Oala de Burgundy: coloană vertebrală de porc gătită în apă multe ore cu legume de iarnă (varză, morcovi, cartofi, napi, ceapă);
- La galette aux griaudes (sau brioche aux griaudes): brioșă savuroasă facută din ou, faină, lapte, drojdie și slănină de porc la tigaie;
- Le crapiau morvandiau (sau grapiau morvandiau): clătită groasă și savuroasă făcută din făină de hrișcă, lapte, ouă și slănină de porc la tigaie;
- Rapée morvandelle: o clătită făcută din cartofi rasi. În funcție de sector, aluatul poate fi ornat cu fromage blanc (cremă din lapte), ou și/sau Gruyère ras (specialitate din brânză).

## Arhitectură

### Arhitectura de altădată

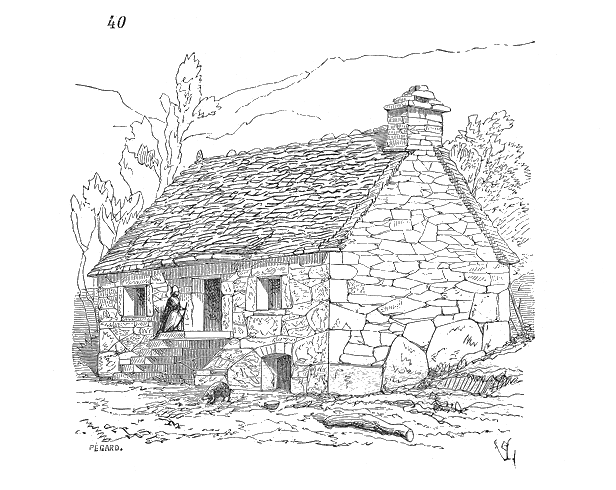
Casă tipică morvană din perioada medievală. Desen de Eugène Viollet-le-Duc, publicat în Dicționarul arhitecturii franceze din secolul al XI-lea până în secolul al XVI-lea (1856).

Casele rurale tradiționale ale Morvanului au fost construite, încă din epoca medievală, după criterii bine stabilite, adică lângă o sursă, teren arabil și păduri al căror lemn era folosit pentru încălzire și construcții.
Prezența carierelor de granit și nisip a jucat și ea un rol important în construcția acestora.
Locuințele tradiționale pot fi izolate sau grupate în mici cătune. Aceste din urmă cătune au luat uneori numele de huis din secolul al XIV-lea. Aceste construcții sunt instalate de preferință la adăpostul unui deal, la mijlocul versantului, pe versantul nordic, mai degrabă decât în fundul unei văi. Fațadele lor sunt mai degrabă orientate spre sud sau est pentru a întoarce spatele vântului rece din nord și ploilor care vin din vest.
Două ferestre sunt în general amplasate de fiecare parte a ușii din față. În exterior, o scară de piatră oferă acces la pod. Acesta din urmă este în general placat pe un strat de pământ și este ventilat prin deschideri fine alungite. Acoperișul este destul de abrupt pentru a facilita coborârea zăpezii în perioada de iarnă.
Cele mai mici căsuțe constau dintr-o singură încăpere principală, cu o anexă, în general atașată clădirii pe fronton, incluzând în general vatra de șemineu, un adăpost pentru găini și un cuptor de pâine. Cele mai mari case sau ferme includ aceleași elemente, cu adăugarea unui hambar, a unui grajd și a șopronelor (numite și astăzi toits sau toitons), care pot fi folosite ca pivniță sau adăpost pentru porci. Aceste acoperișuri puteau fi amplasate și la mezanin dacă clădirea nu era la un singur nivel.
Casele tipice morvane urmează o arhitectură autarhică, adică care utilizează materiale locale, rezultate din cultură sau extracție:
Lemn
Lemnul, din specii locale (stejar, castan), a fost folosit pentru acoperiș, buiandrugurile ușilor hambarului, precum și pentru mobilier.
Paie
Paiele, provenind din paie de secară, au fost folosite în principal având în vedere costul scăzut. Morvan, până la sfârșitul secolului al XIX-lea, a avut suprafețe mari de cultură de secară, în special în cantoanele Château-Chinon și Montsauche.
Datorită inflamabilității sale, a riscului de putregai precum și a scăderii culturii de secară, paiele au fost înlocuite treptat cu ardezie de Angers de la sfârșitul secolului al XIX-lea.
Var
Varul a fost folosit ca mortar pentru zidarea pereților (interior și exterior) casei și anexelor. I-a protejat în timp ce i-a lăsat să respire.
Nisipul de granit
Combinată cu var sau pământ, Nisipul de granit a permis construirea de ziduri.
Granit
Granitul tăiat a permis crearea buiandrugurile de ferestre și a încadramentului ușilor. Provenea din cariere mici din apropiere sau cariere mai mari precum cele din Lormes sau La Roche-en-Brenil.

### Arhitectură contemporană
Pentru a păstra identitatea teritoriului și a calității peisajului și a mediului din Morvan și pentru a rămâne în concordanță cu eticheta de parc natural regional, Parcul este partener al primăriilor, Direcțiilor Departamentale de Echipamente (DDE) din cele 4 departamente din Burgundia și ale celor 3 consilii de arhitectură, urbanism și mediu (CAUE) din regiune.
Având în vedere acest lucru, misiunea Parcului este de a informa și consilia orice locuitor care dorește să construiască sau să renoveze o locuință în masivul Morvan. Majoritatea cererilor de autorizație de construire trec prin Parc care apoi dă o opinie simplă asupra aspectelor arhitecturale și a integrării în teritoriul a proiectelor rezidenților. DDE, primăria și CAUE sunt atunci libere să urmeze sau nu acest aviz consultativ.
Astfel, Parcul oferă anumite fundații și principii de bază pentru construcțiile și renovările din Morvan:
Implementarea
Nu este recomandat să vă construiți locuința într-o situație întinsă, și să preferați o locație în continuitatea satului sau cătunului, respectând în același timp amplasarea și orientarea clădirilor învecinate existente..
De asemenea, este indicat să se păstreze panta naturală a terenului prin „lipirea” construcției de aceasta și integrarea unei pivnițe semiîngropate și/sau a unei terase, adică să nu se creeze terasamente sau terasamente excesiv de mari.
Pereții perimetrali de 2 metri, pereții din blocuri de beton expuse și gardurile vii din tuia ar trebui evitate în favoarea zidurilor joase de aproximativ 1 metru sau a gardurilor vii din specii locale.
Volumetrie
Este indicat să evitați fațadele cu frontoane și acoperișurile cu pante multiple și să preferați volumele simple pe plan dreptunghiular.
Deschiderile fațadelor si frontoanelor
Nu se recomanda folosirea mai multor formate de deschidere, respectarea unui aliniament prea riguros a buiandrugurilor si crearea prea multor deschideri pe frontoane. Este de preferat să se favorizeze asimetria nivelurilor deschiderilor și să se păstreze deschiderile existente în clădirea veche.
La fel, ferestrele mai înalte decât largi și obloane din lemn vor fi favorizate față de ferestrele mari și rulourile și/sau din PVC.
Materiale si culori
Acoperirile cu ciment gri, rosturile goale, PVC sau orice material exterior a Morvan trebuie evitate. Preferam tencuiala de var, lemnul vopsit si pietrele locale.
De asemenea, vom evita culorile luminoase, lemnul pătat și albul pe fațadă. Preferăm culorile roz sau ocru pentru acoperirile de fațadă, gri ardezie și roșu țiglă pentru acoperișuri și nuanțe de albastru, roșu sau gri pentru tâmplăria exterioară.

## Vezi și

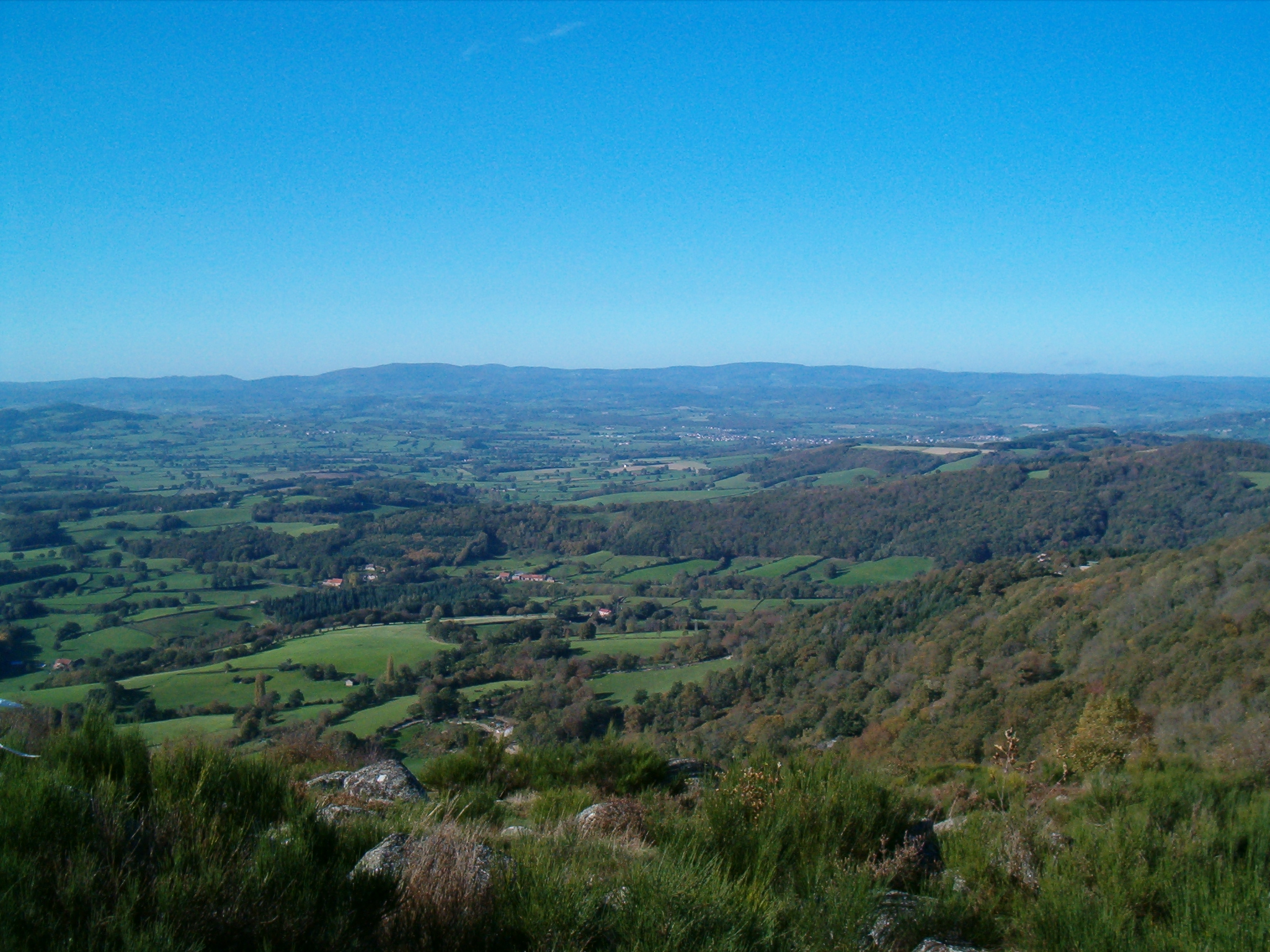
Panoramă a Morvanului de la belvedere de Carnaval din Uchon în Saône-et-Loire. Orașul Étang-sur-Arroux este vizibil în depărtare, în centru-dreapta. În fundal, din stânga, se poate vedea Mont Beuvray.